# Arasari obrożny
Arasari obrożny (Pteroglossus torquatus) – gatunek średniej wielkości ptaka z rodziny tukanowatych (Ramphastidae), występujący w Ameryce Centralnej i Południowej od południowego Meksyku po Kolumbię i Wenezuelę (w szerszym ujęciu systematycznym dalej na południe po Ekwador).

## Wygląd
Ptak o masie ok. 230 g i długości ciała ok. 40 cm. Pióra na grzbiecie czarne, połyskujące na zielono. Pierś i szyja białawe, nasada ogona czerwona. Dziób biało-czerwono-czarny, na jego końcu znajdują się przypominające zęby wyrostki. Oczy żółte, skóra wokół nich czerwona. Samice można odróżnić od samców po mniejszym dziobie.

## Tryb życia
Arasari obrożne żyją w lasach, w stadach składających się z 6–15 osobników. Są wszystkożerne – żywią się owocami, orzechami, owadami, a także jajami i pisklętami innych ptaków. Udomowione osobniki chętnie jedzą karmę dla psów. 

## Rozmnażanie
Arasari obrożne są monogamiczne, łączą się w pary na całe życie. Rozmnażają się raz w roku, od stycznia do maja. Samica składa w dziupli drzewa ok. 3 jaj, z których po ok. 16 dniach wykluwają się nagie i ślepe pisklęta. Młodymi zazwyczaj opiekuje się 5–6 ptaków – rodzice oraz potomstwo z poprzedniego miotu. Po sześciu tygodniach pisklęta wychodzą z gniazda, ale są jeszcze przez pewien czas karmione przez rodziców. Nie wiadomo, kiedy arasari obrożne uzyskują dojrzałość płciową, przypuszcza się, że tak jak u spokrewnionych z nimi gatunków dzieje się to w wieku 3–4 lat. Ptaki te mogą żyć 20 lat.

## Podgatunki i zasięg występowania
Obecnie zwykle wyróżnia się 3 podgatunki P. torquatus:
- P. t. torquatus (Gmelin, 1788) – środkowo-wschodni Meksyk do północno-zachodniej Kolumbii
- P. t. erythrozonus Ridgway, 1912 – południowo-wschodni Meksyk, Belize i północna Gwatemala
- P. t. nuchalis Cabanis, 1862 – północno-wschodnia Kolumbia i północna Wenezuela

Część systematyków nadal wlicza do tego gatunku 3 kolejne taksony przez innych podnoszone obecnie do rangi gatunku:
- P. (t.) frantzii Cabanis, 1861 – arasari płomienny – Kostaryka i Panama
- P. (t.) sanguineus Gould, 1854 – arasari pręgodzioby – zachodnia Kolumbia i północno-zachodni Ekwador
- P. (t.) erythropygius Gould, 1843 – arasari ekwadorski – zachodni Ekwador

## Status i zagrożenia
Międzynarodowa Unia Ochrony Przyrody (IUCN) uznaje arasari obrożnego za gatunek najmniejszej troski (LC, Least Concern). Trend liczebności populacji uznawany jest za spadkowy ze względu na niszczenie siedlisk i polowania. Ptaki te są pospolite lub dość pospolite na terenach swojego występowania. Największymi naturalnymi wrogami, zwłaszcza dla młodych, są ptaki z rodzaju Micrastur oraz białostrząb duży.
Trzy sporne taksony (P. (t.) frantzii, P. (t.) sanguineus i P. (t.) erythropygius) IUCN traktuje jako osobne gatunki, zalicza je do kategorii najmniejszej troski (LC), a trend liczebności ich populacji uznaje za spadkowy.